# Uråsa
Uråsa kan även syfta på en by i Alvesta kommun, cirka åtta km norr om tätorten Alvesta. Ett 20-tal personer bor i byn.
Uråsa är en kyrkby i Uråsa socken i Växjö kommun, och ligger nära riksväg 27 mellan Växjö och Tingsryd. 
Byns kyrka, Uråsa kyrka, har eldhärjats två gånger sedan den satts i brand av danska trupper, senast 1658.
I Uråsa finns en liten F-3-skola, Uråsa skola, dessutom en förskola med tre avdelningar för barn i åldrarna ett till fem år.